# 8987 Cavancuddy
8987 Cavancuddy eller 1978 VD4 är en asteroid i huvudbältet som upptäcktes den 7 november 1978 av de båda amerikanska astronomerna Eleanor F. Helin och Schelte J. Bus vid Siding Spring-observatoriet. Den är uppkallad efter Cavan Michael Cuddy.
Asteroiden har en diameter på ungefär 3 kilometer.